# Haninge motorklubb
Haninge motorklubb bildades som en MC-klubb 1958 och bedrev i början sin verksamhet i Jordbro. 1980 flyttade klubben till Högstabanan där den idag bedriver sin verksamhet. Klubbens verksamhet omfattar numera rally, rallycross, folkrace, offroad, crosskart samt MC. 